# Аюб, Серж
Серж Эли Аюб (фр. Serge Élie Ayoub; 29 октября 1964, Баньоле) — французский скинхед, коммерсант, ультраправый боевик и политик. Основатель движения Националистическая революционная молодёжь. Лидер организации «Третий путь» в 2010—2013.

## Скинхедское начало. Коммерческое продолжение
По происхождению франко-ливанец. Воспитывался в семейной республиканской и патриотической традиции. В 14 лет примкнул к ультраправому движению. Возглавлял скинхедскую группировку «Красная рыба», участвовал в массовых драках. Активно пытался политизировать в крайне правом духе фанатские группировки Парк де Пренс.

Я нашёл настоящую семью. Я мог стать панком, но панки не имеют ни цели, ни воли, им бы только пить да целоваться. А я хотел бороться за великое дело, за лучший мир.

Серж Аюб

В 1987 Серж Аюб основал праворадикальное движение Националистическая революционная молодёжь (JNR). Руководил рядом силовых столкновений с леворадикалами. За косвенную причастность к убийству, совершённому активистами JNR, Аюб был осуждён условно на 8 месяцев тюрьмы.
Идеологически Аюб ориентировался на концепции Жан-Жиля Мальяракиса, с которым выступал в политическом альянсе. Однако он не поддержал сближения Мальяракиса с Национальным фронтом, считая позиции Жан-Мари Ле Пена идейно невыдержанными, а его партию излишне респектабельной и умеренной. В 1993 Аюб баллотировался на парламентских выборах, но избран не был.
Во второй половине 1990-х Аюб временно отошёл от политической деятельности. Он занимался бизнесом, содержал магазин скинхедской атрибутики. Торговал также химическими препаратами. Работал директором казино в Сальвадоре, директором художественной выставки в Японии, предпринимателем в Литве (по неподтверждённым данным посещал и Россию). Вернувшись во Францию летом 2006, открыл в Париже бар.

## Снова в политике. Ультраправый популизм. Дело Мерика
С 2007 Серж Аюб снова в активной  политике. Учредил несколько общественных ассоциаций правого толка, пропагандировал в публичных выступлениях идеи Пьера Сидоса и других идеологов правого радикализма и «Третьего пути». Издал несколько работ социально-политической тематики. Снимался в документальном фильме.
В октябре 2010 Серж Аюб воссоздал организацию Troisième voie (TV, «Третий путь»). Организация «Националистическая революционная молодёжь» (JNR) стала своего рода организационной службой при политическом штабе TV. Эти структуры выступали под лозунгами солидаризма, популизма и плебисцитарной демократии.

Мы — за солидарность, мы — республиканцы. Но сегодня Франция живет не по законам республики, а по законам олигархии, а мы выступаем за возвращение к настоящей республике, к настоящей демократии, где последнее слово остается за народом, за французами. Решения должны приниматься на референдуме, и итог голосования парламент не имеет права ни оспаривать, ни тем более отрицать его результаты, как это было в 2005 году, когда Европейская конституция была принята, несмотря на несогласие французов. Мы за народную демократию, за референдум, за основные республиканские ценности Франции: свобода, равенство, братство. Наши идеи очень далеки от фашистской идеологии.

Серж Аюб

В 2011 Аюб был организатором серии публичных акций ультраправых — памяти убитого скинхеда, антиглобалистских митингов, памяти Жанны д’Арк. 8 октября 2011 организовал крупную демонстрацию в Лилле под солидаристскими лозунгами. Пользовался поддержкой радикальных активистов Национального фронта, недовольных умеренным курсом отца и дочери Ле Пен. Акции Аюба провоцировали резкие протесты левых организаций и предупреждения властей.
JNR и TV активно участвовали в массовых манифестациях весны-лета 2013. Протесты против политики президента Олланда и правительства Эйро перерастали в столкновения правых и левых демонстрантов. 5 июня 2013 в драке с ультраправыми погиб леворадикальный студент Клемент Мерик. (И Мерик, и его предполагаемые убийцы принадлежали к охранно-силовым подразделениям своих организаций.) Подозрение пало на активистов Аюба. Социалистическое правительство Франции инициировало процесс запрещения JNR и TV.
25 июля 2013, за день до ожидавшегося правительственного указа о запрете, Аюб заявил о самороспуске TV и JNR. Он предупредил также, что будет добиваться восстановления, поскольку не признаёт обвинений в убийстве Мерика и в разжигании расовой ненависти.

Нас хотят расформировать, потому что подозреваемый в убийстве разделяет наши идеи. Действуя по той же схеме, можно расформировать и Социалистическую партию: их член Доминик Стросс-Кан обвинялся в сводничестве и даже в сутенерстве. По их логике, всю партия теперь надо считать одной большой бандой сутенеров. Или, например, Каюзак попался на отмывании денег и уходе от уплаты налогов. Значит ли это, что господин Олланд также замешан в этом деле? Вовсе необязательно. Если мы не можем действовать подобным образом в отношении Соцпартии, значит и с нами эта схема не пройдет.

Серж Аюб

## Место в традиции и современности
Серж Аюб представляет ту линию французской правой традиции, которая органично соединяет ультраправые и ультралевые элементы — национализм и антикоммунизм с республиканским наследием Великой революции XVIII века, популизмом и солидаризмом. По его собственному признанию, в юности он был социалистом:

В 17 лет, в 1981 году, юный социалист, я поддержал кандидатуру Миттерана. Вскоре я понял, что левые нас обманывают, а правые — коррумпированы. А я хотел делать что-то для моей Родины. У меня не было ничего, кроме моих кулаков, и я вышел на улицу, и дрался. Я присоединился к скинхед-движению. Это движение было народным, и это было ново для Франции, в которой националисты традиционно принадлежали к буржуазии.

Серж Аюб

Важное место в мировоззрении Сержа Аюба занимает революционно-плебейский пафос, своеобразное «французское народничество»:

Моими любимыми героями всегда были неизвестные люди, которые приносят себя в жертву, не требуя ничего взамен. Мне нравятся плебеи, удалявшиеся на гору Авентин, братья Гракхи, Марий и Цезарь. Я горжусь тем, что принадлежу к той же нации, что крестьяне, уходившие из Марселя на фронт. Мой гимн — Марсельеза. Я горжусь, что в истории моей страны есть страница, рассказывающая о походах Наполеона.

Серж Аюб

Эта политическая тенденция берёт начало в неосоциализме Марселя Деа 1930-х, в предвоенной Французской народной партии Жака Дорио, продолжилась пужадизмом 1950-х и национал-революционными организациями Жан-Жиля Мальяракиса 1960—1980-х. Отличие движения Аюба — больший упор на популистско-демократические требования и социокультурную проблематику.
Приблизительным аналогом французского движения Аюба в других странах мира являются неофалангисты, некоторые парамилитарные движения, в России — отдельные национал-синдикалистские и солидаристские группы.
Закономерна враждебность Аюба и его движения к традиционным «буржуазным» правым, которые, подобно левым, олицетворяют для них антинациональную финансово-бюрократическую олигархию.